# Roy Hodgson
Roy Hodgson (ur. 9 sierpnia 1947 w Croydon) – angielski trener piłkarski i piłkarz.

## Kariera
Jako zawodnik występował przez kilka lat w Crystal Palace i klubach z niższych lig: Tonbridge FC, Gravesend and Northfleet i Maidstone United. W tym ostatnim, w wieku 29 lat, rozpoczął jako asystent Bobby’ego Houghtona pracę szkoleniową. Kontynuował ją w Szwecji, gdzie odniósł pierwsze sukcesy: z Halmstads BK zdobył dwa tytuły mistrza kraju, podobnie jak kilka lat później z Malmö FF. Od 1990 do 1995 roku pracował w Szwajcarii, najpierw w Neuchâtel Xamax, a od 1992 – jako selekcjoner reprezentacji. Miał duży wkład w powrót drużyny narodowej Helwetów do światowej elity po kilkunastoletniej zapaści. Jego podopieczni awansowali do Mundialu 1994, gdzie doszli do 1/8 finału. Dwa lata później wywalczyli miejsce na Euro 1996, ale na tym turnieju prowadził ich już Portugalczyk Artur Jorge, gdyż niedługo po wygraniu eliminacji Hodgson otrzymał propozycję z Interu Mediolan. Półtora roku spędzone we Włoszech okrasił awansem do finału Pucharu UEFA, w którym Inter uległ po rzutach karnych (0:1, 1:0, k. 1:4) FC Schalke 04.
Hodgson od wielu lat utrzymuje się w czołówce najskuteczniejszych szkoleniowców, choć zazwyczaj nie pracuje w klubach z europejskiej czołówki. Po rozstaniu z Interem prowadził Blackburn Rovers (awans do Pucharu UEFA), ponownie Inter, Grasshoppers Zurych, FC København (mistrzostwo Danii), Udinese Calcio, reprezentację Zjednoczonych Emiratów Arabskich i norweski Viking FK. W 1998 roku, po dymisji Bertiego Vogtsa, jego nazwisko było wymieniane wśród kandydatów na selekcjonera reprezentacji Niemiec, a dwa lata później był bliski objęcia sterów reprezentacji Anglii po Kevinie Keeganie.
Od stycznia 2006 roku był selekcjonerem reprezentacji Finlandii. Jego podopieczni do końca liczyli się w walce o awans do Euro 2008 (ostatecznie zajęli trzecie miejsce). W grupie kwalifikacyjnej między innymi wygrali i zremisowali z Polską oraz wywalczyli punkt w spotkaniu z Portugalią. Po ostatnim meczu kwalifikacji Hodgson złożył dymisję.
28 grudnia 2007 Hodgson ogłosił powrót do Premier League, na stanowisku szkoleniowca Fulham F.C. Jego zadaniem było wydostanie zespołu ze strefy spadkowej. Debiut Hodgsona na ławce trenerskiej Fulhamu przypadł na mecz derbowy z Chelsea FC, który Fulham przegrał 1:2.
1 lipca 2010 Roy Hodgson został oficjalnie przedstawiony jako nowy trener Liverpoolu. Podpisał trzyletni kontrakt. Jednak już pół roku później, po słabych wynikach w Premiership, odszedł z klubu za porozumieniem stron. Jego następcą został Kenny Dalglish. 11 lutego 2011 został trenerem West Bromwich Albion.

### Anglia

#### Wybór selekcjonera
Po rezygnacji Fabio Capello, Harry Redknapp był głównym kandydatem na stanowisko selekcjonera Anglii, jednak David Bernstein z FA stwierdził, że Roy Hodgson był jedynym kandydatem z którym oficjalnie prowadzono rozmowy. Hodgson został mianowany 1 maja 2012 roku i oficjalnie objął stanowisko selekcjonera Anglii 14 maja tego samego roku.

#### Euro 2012
Przed Euro 2012 Hodgson zdecydował się pominąć Rio Ferdinanda, co wywołało kontrowersje. Pomimo to, zespół pod jego wodzą odniósł pierwsze zwycięstwo nad Norwegią od 32 lat i pokonał Belgię 1:0. Przed turniejem oczekiwania co do reprezentacji narodowej były niższe ze względu na kontuzje i krótki okres przygotowań. Na Euro 2012 Anglia zremisowała z Francją, pokonała Szwecję i Ukrainę, kwalifikując się jako lider grupy.
W ćwierćfinale Anglia zremisowała z Włochami 0:0, przegrywając później w rzutach karnych. Dzięki dobrze zorganizowanej obronie pod wodzą Hodgsona, drużyna awansowała na trzecie miejsce w rankingu FIFA, najwyższe od 1992 roku.

#### Kwalifikacje do Mistrzostw Świata 2014
Anglia rozpoczęła kwalifikacje do Mistrzostw Świata 2014 przekonującym zwycięstwem 5:0 nad Mołdawią i zremisowaniem 1:1 z Ukrainą. W towarzyskim meczu pokonali Brazylię 2:1, a następnie San Marino 8:0, osiągając swoje najwyższe zwycięstwo od 1987 roku. 15 października 2013 r. Anglia pokonała na Wembley Polskę 2:0 po golach Wayne’a Rooneya i Stevena Gerrarda i bez porażki zakwalifikowała się do Mistrzostw Świata 2014 w Brazylii.

#### Mistrzostwa Świata 2014
Na Mistrzostwach Świata 2014 Anglia przegrała z Włochami i Urugwajem, odpadając z turnieju po fazie grupowej po raz pierwszy od 1958 roku. Pomimo tego, Hodgson nie złożył rezygnacji.

#### Euro 2016
Pod kierownictwem Hodgsona, Anglia wygrała wszystkie 10 meczów kwalifikacyjnych do Euro 2016, stając się jedną z pięciu drużyn narodowych z 100% rekordem zwycięstw. Po remisie ze Słowacją i odpadnięciu z turnieju po kompromitującej porażce z Islandią w 1/8 finału, Hodgson zrezygnował ze stanowiska. Po eliminacji spotkał się z krytyką mediów za negatywny występ zespołu oraz dokonanie kilku wątpliwych selekcji i decyzji taktycznych.

### Crystal Palace
12 września 2017 r. Roy Hodgson został menadżerem Crystal Palace, zastępując Franka De Boera. Pomimo trudnego startu, poprowadził drużynę do bezpiecznego miejsca w lidze, zajmując jedenaste miejsce. Podczas sezonu 2018–19 Crystal Palace osiągnęło swój najlepszy wynik w historii Premier League, kończąc z 49 punktami. Hodgson pobił rekord Premier League jako najstarszy menadżer w wieku 71 lat i 198 dni. W marcu 2020 roku przedłużył kontrakt do końca sezonu 2020–21. Ostatecznie, 18 maja 2021 roku ogłosił odejście po zakończeniu sezonu, pozostawiając Crystal Palace w lidze. Odchodzi z piłki nożnej na jakiś czas, ale nie wyklucza możliwości powrotu w przyszłości.

### Watford
25 stycznia 2022 roku Hodgson został menadżerem Watford, zastępując Claudio Ranieriego. Podpisał kontrakt do końca sezonu 2021–22. W maju 2022 roku ogłosił, że nie będzie kontynuował pracy w klubie ani nie będzie szukał kolejnej pracy menadżerskiej w Premier League. Watford ostatecznie spadł na koniec sezonu, zajmując 19. miejsce z 23 punktami.

### Powrót do Crystal Palace
21 marca 2023 roku Hodgson powrócił do Crystal Palace jako menadżer do końca sezonu 2022–23, zastępując Patricka Vieirę. Podczas swojego pierwszego meczu, zakończył passę 13 meczów bez zwycięstwa, wygrywając 2:1 z Leicester City. Utrzymał klub z dala od degradacji, zdobywając pięć zwycięstw i trzy remisy w dziesięciu meczach, co pozwoliło na zajęcie jedenastego miejsca. 3 lipca 2023 roku Hodgson zgodził się pozostać menadżerem Crystal Palace na kolejny sezon, podpisując nowy roczny kontrakt.
12 lutego 2024 roku Hodgson przegrał w swoim 200. meczu jako menedżer Crystal Palace 1:3 z Chelsea, pozostawiając klub na 15. miejscu w tabeli Premier League, pięć punktów nad strefą spadkową. W sezonie 2023–24 drużyna wygrała sześć z 24 meczów i przegrała 10 z ostatnich 16. 15 lutego 2024 roku Hodgson został zabrany do szpitala po zachorowaniu podczas treningu, co wydarzyło się w kontekście plotek o jego możliwym zwolnieniu przez Crystal Palace. Tego samego dnia Crystal Palace oficjalnie mianowało Olivera Glasnera na nowego głównego trenera. Roy Hodgson został zwolniony.

## Sukcesy szkoleniowe
- mistrzostwo Szwecji 1976 i 1979 z Halmstads BK
- mistrzostwo Szwecji 1986 i 1988 oraz Puchar Szwecji 1986 i 1989 z Malmö FF
- mistrzostwo Danii 2001 z FC København
- finał Pucharu UEFA 1997 z Interem Mediolan
- druga runda Mundialu 1994 i awans do Euro 1996 z reprezentacją Szwajcarii
- finał Ligi Europy 2009/2010 z Fulham[2]